# Hoje
Hoje est un groupe de pop portugais, actif entre 2009 et 2011.

## Biographie
Le groupe est mené par le musicien Nuno Gonçalves (The Gift), formé à l'occasion de la sortie de l'album Amália Hoje (un album avec des fados d'Amália Rodrigues à la lumière d'un son pop). Nuno Gonçalves signe le choix du line-up, les arrangements et la direction musicale du groupe. Les autres membres sont Sónia Tavares, vocaliste de The Gift, Fernando Ribeiro, de Moonspell et Paulo Praça (ex-Turbo Junkie et Plaza).
Ils se produisent au Coliseu de Lisbonne, précisément à l'occasion du 10e anniversaire de la mort d'Amália Rodrigues. En mai 2010, un DVD enregistré en direct est publié et comprend également un CD. Le premier album s'intitule Amália Hoje, et est celui le plus vendu en 2009, certifié quadruple disque de platine.
Le groupe annonce la fin de ses activités et fait ses adieux à la scène lors d'un concert en août 2010. Ils se sont ensuite encore produits en 2011 au milieu de la ville de New York. Tant qu'ils continuent à recevoir des invitations à des concerts, ils peuvent revenir.

## Discographie
- 2009 : Amália Hoje
- 2010 : Amália Hoje Ao Vivo (CD-DVD)